# Kostel Povýšení svatého Kříže (Kadaň)
Děkanský kostel Povýšení svatého Kříže je hlavní katolický chrám města Kadaně a celého někdejšího kadaňského děkanátu, v jádře gotická stavba s řadou barokních úprav a jedna z nejdůležitějších architektonických památek kadaňské památkové rezervace. Je chráněn jako kulturní památka České republiky.

## Historie
Kadaňský farní (později děkanský) kostel byl vystavěn po polovině 13. století v souvislosti s povýšením Kadaně na svobodné královské město. Spravován byl rytíři johanitského řádu, přičemž jejich zdejší komtur býval zpravidla i farářem. Poprvé je kostel zmiňován roku 1291 v odpustkové listině krakovského biskupa Pavla a tehdy byl zasvěcen Panně Marii. K roku 1373 se tu připomíná devět johanitských bratří. Ničivý požár Kadaně roku 1362 se mu sice vyhnul, zpustošen byl však roku 1421, kdy bylo město nejprve dobyto husitskými vojsky a posléze 2. křížovou výpravou. Na přelomu 15. a 16. století došlo k opravě kostela a také k doplnění postranních oltářů, nových zvonů a varhan. V měšťanských testamentech z té doby se připomínají například oltáře Panny Marie, Božího Těla, sv. Michaela, sv. Tří králů, sv. Mikuláše, sv. Zikmunda, sv. Šebestiána nebo sv. Barbory. Na jedné z věží byly již koncem 15. století hodiny. V druhé věži pak bydlel tzv. horní kostelník.
Roku 1507 byl pro děkanský chrám odlit za účasti kadaňského purkmistra Christopha Zetlitzera obří zvon „Zuzana“, který byl v následujícím roce instalován v jedné z kostelních věží. Jako první na něj tehdy zvonil měšťan Jobst Fischer. Už v roce 1512 však zvon pukl a musel být před Svatou branou nově přetaven. Krátce nato se jeho část odlomila, přesto „Zuzana“ dobře sloužila dalších více než sto let. Teprve za velkého požáru města roku 1635 se zvon zcela roztavil a z nalezené zvonoviny byl roku 1636 odlit na nádvoří Kadaňského hradu zvon nový.
Ten zanikl při požáru 11. října 1811. Nákladem obce byl v 6. února 1819 nahrazen zvonem od Karla Bellmanna z Prahy. Nese reliéf svaté Anny, německý nápis, dosahuje dolního průměru 180 cm, výšky s korunou 175 cm a hmotnosti zhruba 3,5 tuny. Přestál rekvizice za první světové války, rekvírován byl 7. července 1942 za druhé světové války, ale do jejího konce nedošlo ke zničení, takže mohl být v roce 1946 restituován a vrácen na věž. Patří k největším zvonům Litoměřické diecéze.
Během třicetileté války (1618–1648) vyhořel kostel hned dvakrát, a to 26. srpna 1631 a 11. července 1635. Do roku 1638 trvaly opravy, než se v kostele opět začaly konat bohoslužby. Prameny z roku 1643 o něm již hovoří jako o děkanském kostele Povýšení svatého Kříže, z čehož vyplývá, že patrocinium chrámu bylo změněno někdy před tímto datem, pravděpodobně po požáru roku 1635. V roce 1654 začala kompletní přestavba kostela, původní gotická trojlodní bazilika se změnila na barokní kostel.
V roce 1746 došlo opět k požáru a kostel musel být během let 1747 až 1755 znovu zrekonstruován pod vedením kadaňského stavitele Johanna Christopha Kosche, který svůj projekt na rekonstrukci konzultoval i se slavným architektem Kiliánem Ignácem Dientzenhoferem. Hlavní oltář, kazatelna, dveře ke kazatelně a varhany byly sem přeneseny ze zrušeného dominikánského kláštera v Litoměřicích. Do roku 1807 byl u kostela hřbitov obehnaný zdí, k níž přiléhaly dřevěné krámky trhovců v počtu zhruba dvaceti. Dnešní podobu chrám získal až po dalším velkém požáru města v roce 1811, současné věžní báně byly osazeny teprve roku 1862. Několik zvonů padlo za oběť rekvizicím za napoleonských válek. Během rekonstrukce v 19. století byl kostel uveden do současné podoby. Z původní gotické stavby se dodnes dochovala jen chrámová předsíň s gotickým vchodovým portálem a krouženou klenbou.

## Zajímavosti
Vpravo od hlavního chrámového portálu byla roku 2013 umístěna pamětní deska připomínající františkána a vzdělance P. Jana Nepomuka Štikara (†1960), který byl v době komunistického režimu kadaňským farním administrátorem. Kněz Štikar, komunisty pronásledovaný a vězněný, se přátelil například s hudebním skladatelem Klementem Slavickým. V meziválečném období působil v chrámu Povýšení sv. Kříže jako varhaník hudebník a hudební skladatel Oskar Möldner.

## Fotogalerie

Socha sv. Pavla na průčelí kostela
Znak města Kadaně na průčelí kostela